# The Besnard Lakes
I The Besnard Lakes sono un gruppo musicale indie rock canadese.

## Storia del gruppo
Il gruppo si è formato a Montréal nel 2003 a partire dalla coppia (marito e moglie) costituita da Jace Lasek e Olga Goreas. Il nome del gruppo è tratto da lago Besnard, che si trova nel nord del Saskatchewan. Il primo album del gruppo è stato pubblicato nel 2003, mentre per il secondo album hanno lavorato membri di altri gruppi come The Dears, Godspeed You! Black Emperor e Stars. Dal 2007 pubblicano per la Jagjaguwar. Proprio questo secondo album, dal titolo The Besnard Lakes Are the Dark Horse, ha ricevuto la nomination per il Polaris Music Prize 2007. Il terzo album anche ha ricevuto la nomination per lo stesso premio nel 2010.
Hanno partecipato alla colonna sonora del film Sympathy for Delicious, diretto da Mark Buffalo (2010). Nell'aprile 2013 hanno pubblicato il quarto album in studio.

## Formazione
- Jace Lasek
- Olga Goreas
- Kevin Laing
- Richard White

## Discografia
Album in studio
- 2003 - Volume 1
- 2007 - The Besnard Lakes Are the Dark Horse
- 2010 - The Besnard Lakes Are the Roaring Night
- 2013 - Until in Excess, Imperceptible UFO
- 2021 - The Bernard Lakes Are the Last of the Great Thunderstorm Warnings